# Thomas Francine

Château neuf von Saint-Germain-en-Laye mit der von Thomas Francine ausgestatteten Grande Terrasse

Thomas Francine, italienisch Tommaso Francini (* 5. März 1571 in Florenz; † 15. April 1651 in Villepreux bei Saint-Germain-en-Laye), war ein Fontänenmeister aus Florenz, der von König Heinrich IV. nach Frankreich geholt wurde, um königliche Gärten mit in Frankreich bis dahin nicht bekannten Grotten, Brunnen und Wasserspielen nach Art der damaligen italienischen Gärten auszustatten. Er wurde bald danach zum Intendant général des eaux et fontaines royales (in etwa: Generaldirektor der königlichen Wasserleitungen und Brunnen) bestellt. Thomas Francine wurde zum Begründer einer Dynastie von königlichen Fontänenmeistern, die diesen Titel bis 1784 trugen.

## Leben und Werke
Tommaso Francini war der älteste Sohn des Florentiner Bürgers Pietro Francini und seiner Frau Clemanza Pagni. Über seine Ausbildung ist nichts bekannt. In den Diensten von Ferdinando I. de’ Medici, Großherzog der Toskana muss er sich schon früh einen Ruf als Gestalter von Grotten und Wasserspielen erarbeitet haben.
Auf Bitten von Heinrich IV., König von Frankreich, wurde ihm und seinem Bruder Alessandro (später: Alexandre) 1598 die Reise nach Frankreich gestattet, um am Château neuf von Saint-Germain-en-Laye die bis zur Seine hinabreichende Grande Terrasse auszustatten. Zu Tommaso Francinis Werken gehörten Kaskaden und mehrere Grotten mit Skulpturen, Wasserspielen und Automaten, d. h. künstlichen, vom Wasserdruck angetriebenen Personen wie der Orgel spielenden Demoiselle in der Grotte des Orgues (Grotte der Orgeln). Diese Arbeiten dauerten bis 1608.
Währenddessen erhielten er und sein Bruder am 1. Februar 1600 die Einbürgerungsurkunde. Zu dieser Zeit wurde er Intendant des Eaux et Fontaines du Roi. Am 26. August 1606 heiratete er Loyse Porcher. Aus dieser Verbindung gingen acht Kinder hervor, darunter drei Söhne, François, geboren in Paris am 15. Januar 1617, Pierre, geboren in Paris am 21. Februar 1621, und Paul, geboren am 27. Februar 1626, der einem Orden beitrat. 1607 erwarb Thomas Francine ein Grundstück in dem etwa 12 Kilometer von Saint-Germain entfernten Villepreux, um darauf seinen Wohnsitz zu bauen – das spätere Château de Grand’Maisons.
Thomas Francine unterstützte auch seinen überwiegend am Schloss Fontainebleau tätigen Bruder Alexandre bei der Anlage einer größeren Wasserleitung und eines Brunnens.
Das von Heinrich IV. begonnene Projekt einer Wasserleitung nach Paris wurde nach seiner Ermordung im Jahr 1610 von seiner Frau Königin Maria de’ Medici fortgeführt. Thomas Francine beriet bei der Ausschreibung und der Planung für die später Aqueduc Médicis genannte Leitung und war während ihres Baus in den Jahren 1613 bis 1623 mit der Überwachung der Ausführung und Beratung bei auftretenden Schwierigkeiten befasst. Das die Leitung abschließende Maison du Fontainier (Haus des Fontänenmeisters) wurde von ihm geplant.
Vom Maison du Fontainier aus wurde der ebenfalls von Maria de’ Medici angelegte Jardin du Luxembourg mit Wasser versorgt. Thomas Francine erstellte dort die von der Königin gewünschte Grotte du Jardin du Luxembourg, die später – verlegt und erweitert – zur heutigen Fontaine Médicis wurde.
Noch während Maria de’ Medicis Regentschaft für ihren Sohn Ludwig XIII. wurde Thomas Francine 1617 zum Ingénieur du roi Louis XIII et contrôleur de la maison de la Reine bestellt. Ludwig XIII. ernannte ihn 1623 zum Intendant général des eaux et fontaines de France.
Thomas Francine führte außerdem (nicht mehr existierende) Arbeiten für Jean-François de Gondi im Park des Schlosses Saint-Cloud und im späteren, ebenfalls nicht mehr existierenden Hôtel de Condé in Paris sowie an verschiedenen anderen Orten aus. 1635 führte er die Nymphengrotte im Schloss Wideville in Crespières aus.
Er starb am 15. April 1651 im Alter von 80 Jahren in seinem Château de Grand’Maisons in Villepreux bei Saint-Germain-en-Laye.

## Nachwelt
Jeweils eine Rue Thomas Francine im 14. Arrondissement und in Rungis sowie eine Rue Francine in Villepreux erinnern an ihn.